# Championnat de France de basket-ball 1971-1972
Navigation
Saison précédente Saison suivante
La saison 1971-1972 du championnat de France de basket-ball de Nationale 1 est la 50e édition du championnat de France masculin de basket-ball. La Nationale 1 de basket-ball est le nom du plus haut niveau du championnat de France.

## Présentation
Quatorze clubs participent à la compétition. La victoire rapporte 3 points, le match nul 2 points  la défaite 1 point et le bonus 1 point. 
Le titre est décerné à l’équipe qui est première au terme de la saison.
Les équipes classées 13e et 14e descendent en Nationale 2. 
Le tenant du titre, ASVEL, va tenter de gagner un 12e titre.
Asnières, Challans, Nancy et Nantes sont les quatre équipes promues pour cette saison. Asnières, 13e et le Racing C.F., 14e sont les deux équipes reléguées à l'issue de cette saison 1971-1972.
L’ASVEL remporte le championnat pour la 12e fois de son histoire.
L'américain de Tours L.C. Bowen est le meilleur marqueur du championnat avec 883 points (Moy. 34 Pts/M). Côté français, Jean-Claude Bonato est 2e avec 713 points (Moy. 27,4).
Denain est resté invaincu durant les 9 premières journées.

## Clubs participants
- Olympique d'Antibes Juan-les-Pins
- Asnières Sports
- Alsace de Bagnolet
- Association Sportive de Berck
- Caen Basket Club
- Etoile Sportive du Marais de Challans
- Association Sportive de Denain-Voltaire
- Sporting Club Moderne du Mans
- Stade Lorrain Université Club Nancy Basket
- Atlantique Basket Club de Nantes
- Racing Club de France
- Groupe Sportif de la Chorale Mulsant de Roanne
- Association Sportive Préparation Olympique de Tours
- Association Sportive de Villeurbanne Eveil Lyonnais

## Classement final de la saison régulière
La victoire rapporte 3 points, le match nul 2 points, la défaite 1 point et le bonus 1 point.
Le point de bonus est accordé à l'équipe qui sur les deux matchs (aller et retour) possède la meilleure différence de points. Si les deux équipes sont à égalité, chacune gagne 0,5 point. 
| #  | Equipe      | Pts  | M  | V  | N | D  | PP   | PC   | Diff. | Bonus |
| -- | ----------- | ---- | -- | -- | - | -- | ---- | ---- | ----- | ----- |
| 1  | ASVEL       | 83   | 26 | 22 | 0 | 4  | 2276 | 1892 | +384  | 13    |
| 2  | Antibes     | 82   | 26 | 22 | 0 | 4  | 2332 | 2055 | +277  | 12    |
| 3  | Denain      | 75   | 26 | 19 | 1 | 6  | 2507 | 2259 | +248  | 10    |
| 4  | Berck       | 72   | 26 | 18 | 1 | 7  | 2229 | 1958 | +271  | 9     |
| 5  | Tours       | 66   | 26 | 15 | 2 | 10 | 2134 | 2066 | +62   | 9     |
| 6  | Le Mans     | 65   | 26 | 15 | 2 | 9  | 2134 | 2072 | +62   | 7     |
| 7  | Challans    | 60   | 26 | 13 | 0 | 13 | 2138 | 2109 | +29   | 8     |
| 8  | Roanne      | 57   | 26 | 12 | 0 | 14 | 2258 | 2245 | +13   | 7     |
| 9  | Bagnolet    | 53   | 26 | 11 | 0 | 15 | 2110 | 2108 | +2    | 5     |
| 10 | Caen        | 49,5 | 26 | 10 | 0 | 16 | 2209 | 2340 | -131  | 3,5   |
| 11 | Nantes      | 46,5 | 26 | 8  | 1 | 17 | 2083 | 2308 | -225  | 3,5   |
| 12 | Nancy       | 38   | 26 | 5  | 0 | 21 | 2075 | 2355 | -280  | 2     |
| 13 | Asnières    | 37   | 26 | 5  | 0 | 21 | 2094 | 2518 | -424  | 1     |
| 14 | Racing C.F. | 35   | 26 | 4  | 0 | 22 | 1986 | 2299 | -313  | 1     |

## Détail des matches de la saison régulière
6ème journée : 4 victoires à l'extérieur, Le Mans au Racing 73 à 70, Nantes à  Nancy 78 à 77, Villeurbanne à Caen 75 à  64 et Challans à Bagnolet 80 à 74 ; 3 victoires à domicile, Antibes bat Tours 100 à 76, Berk bat Denain 98 à 76 et Roann bat Asnières 119 à 92. Les 3 meilleurs marqueurs de cette journée : Bowen (Tours) 42 points, Tom Lee (Challans) 35 pts et Jacques Cachemire (Antibes) 33 pts.
12ème journée : nul (97 à 97) entre Denain et Le Mans, Berck s'impose à Challans 72 à 62, Roanne bat Caen 92 à 90, Tours bat Bagnolet 76 à 69, le Racing s'impose à Nancy 67 à 66, Nantes s'impose à Asnières 88 à 78 et Antibes dispose de Villeurbanne 89 à 77 (Bonato, meilleur marqueur avec 35 points).
13ème journée : Villeurbanne s'impose au Mans 77 à 75 (Alain Gilles, meilleur marqueur avec 28 points), Denain s'impose à Roanne 104 à 100 (Ledent, meilleur marqueur avec 29 points), Tours gagne à Nantes 82 à 77, Challans s'impose à Caen 82 à 78 (Hetzel, meilleur marqueur avec 26 points), le Racing bat Asnières 88 à 74 et Berk domine Nancy 96 à 75.
15ème journée : Berck bat Roanne 87/80
Denain bat Asnières 110/66
Villeurbanne bat Nantes 69/63
Le Mans bat Nancy 81/76
Antibes bat Challans 90/82
Bagnolet bat Caen 98/77
Tours bat le Racing 94/78.

## Leaders de la saison régulière
| Catégorie                   | Joueur             | Équipe  | Statistiques |
| --------------------------- | ------------------ | ------- | ------------ |
| Points par match            | L.C. Bowen         | Tours   | 34           |
| Points par match (Français) | Jean-Claude Bonato | Antibes | 27,4         |